# Allgreave
Allgreave – wieś w Anglii, w hrabstwie Staffordshire. Leży 43 km na północ od miasta Stafford i 228 km na północny zachód od Londynu.